# Ofärnebacken

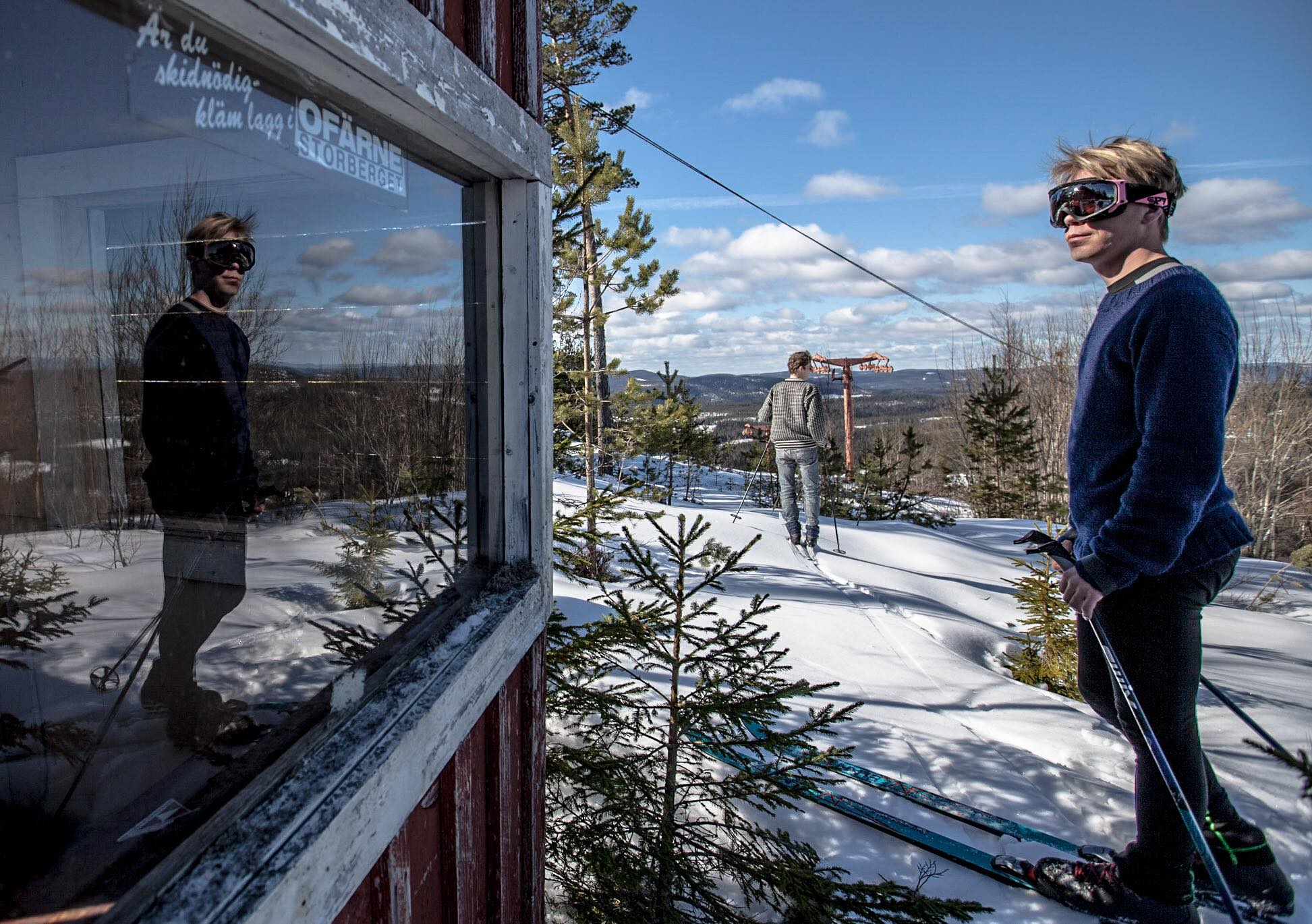
Liftbod vid toppen. Klistermärke vilket säger "Är du skidnödig? kläm lagg i OFÄRNE STORBERGET"

Ofärnebacken var en skidanläggning på Storberget väst om Hudiksvall i Forsa socken. 
Skidanläggningen invigdes 5 februari 1967 och lades ned 2004.
På Storberget nordöst om skidbackarna finns Storbergsmasten.